# M81 (galaxie)
Pour les articles homonymes, voir M81.
M81 (NGC 3031), aussi surnommée la galaxie de Bode, est une galaxie spirale rapprochée située à environ 3,675 ± 0,483 Mpc (∼12 millions d'al), selon des mesures non basées sur le décalage vers le rouge, dans la constellation de la Grande Ourse.
La classe de luminosité de M81 est I-II et elle présente une large raie HI. M81 est une galaxie LINER, c'est-à-dire une galaxie dont le noyau présente un spectre d'émission caractérisé par de larges raies d'atomes faiblement ionisés. De plus, elle est aussi une galaxie active de type Seyfert 1.8.
La luminosité de M81 dans l'infrarouge lointain (de 40 à 400 µm) est égale à 2,63 × 109 {\displaystyle L_{\odot }} (109,42{\displaystyle L_{\odot }}) et sa luminosité totale dans l'infrarouge (de 8 à 1 000 µm) est de 2,95 × 109 {\displaystyle L_{\odot }} (109,47{\displaystyle L_{\odot }}).
Selon la base de données NASA/IPAC, la vitesse de M81 par rapport au fond diffus cosmologique est de 43 ± 6 km/s.

## Découverte de M81
M81 a été découverte par l'astronome allemand Johann Elert Bode en 1774, qui a aussi découvert la même nuit M82 (NGC 3034). On donne d'ailleurs le nom de nébuleuses de Bode à ces deux galaxies. M81 a été redécouverte indépendamment par l'astronome français Pierre Méchain en aout 1780 qui le signala à son ami Charles Messier. Messier a observé M81 le 9 février 1781. D'autres astronomes ont aussi observé et enregistré M81, Johann Gottfried Koehler en 1779 et John Herschel en 1831.

## Distance
La base de données NASA/IPAC indique que la distance de Hubble ne s'applique pas (N/A). Cependant, 99 mesures indépendantes du décalage vers le rouge (redshift) donne une distance de 3,675 ± 0,483 Mpc (∼12 millions d'al). Puisque M81 s'approche de la Voie lactée, on ne peut employer la valeur du décalage vers le rouge pour déterminer sa distance.
Dans une étude publiée en 1994, la distance de la galaxie fut estimée à environ 3,63 ± 0,34 Mpc (∼11,8 millions d'al). Ces valeurs furent déterminées par le biais de l'observation d'une trentaine de céphéides de M81 par le télescope spatial Hubble.

## Morphologie
M81 est une galaxie spirale de grand style, c'est-à-dire dont les bras spiraux sont bien définis. Son diamètre est égale à environ 29,44 kpc (∼96 000 al), soit proche de celui de la Voie lactée (~100 000 années-lumière, selon son estimation la plus basse).
La galaxie présente un bulbe galactique plus grand que celui de la Voie lactée autour duquel s'enroulent deux bras spiraux contenant chacun de jeunes étoiles bleuâtres et chaudes, formées au cours des derniers millions d'années. Ces derniers abritent également une population d'étoiles issues d'une formation stellaire ayant débuté il y a environ 600 millions d'années.
La répartition de la masse de la galaxie n'est pas homogène en raison de l'effet de marée dû à la proximité (~150 000 al) d'une autre galaxie moins massive (M82).
M81 (NGC 3031) a été classé par Gérard de Vaucouleurs comme une galaxie de type morphologique SA(s)ab dans son atlas des galaxies,.

## Trou noir supermassif
Le noyau de la galaxie abriterait un trou noir supermassif dont la masse est estimée à 7,6+2,2
 −1,1 × 107 {\displaystyle M_{\odot }}. Selon une autre étude publiée en 2009 et basée sur la vitesse interne de la galaxie mesurée par le télescope spatial Hubble, la masse du trou noir supermassif au centre de M81 serait comprise entre 8,4 et 41 millions de {\displaystyle M_{\odot }}.
Selon les auteurs d'un article publié en 2012, la connaissance de la masse d'un trou noir central et du taux d'accrétion par celui-ci permet d'estimer le taux de formation d'étoiles dans la région centrale des galaxies de type Seyfert. Ce taux pour M81 serait de 0,017 {\displaystyle M_{\odot }}/an et de 0,17 {\displaystyle M_{\odot }}/an, respectivement à l'intérieur et à l'extérieur d'une région d'un rayon d'environ 1 kpc (∼3 260 al).

## Objets célestes atypiques

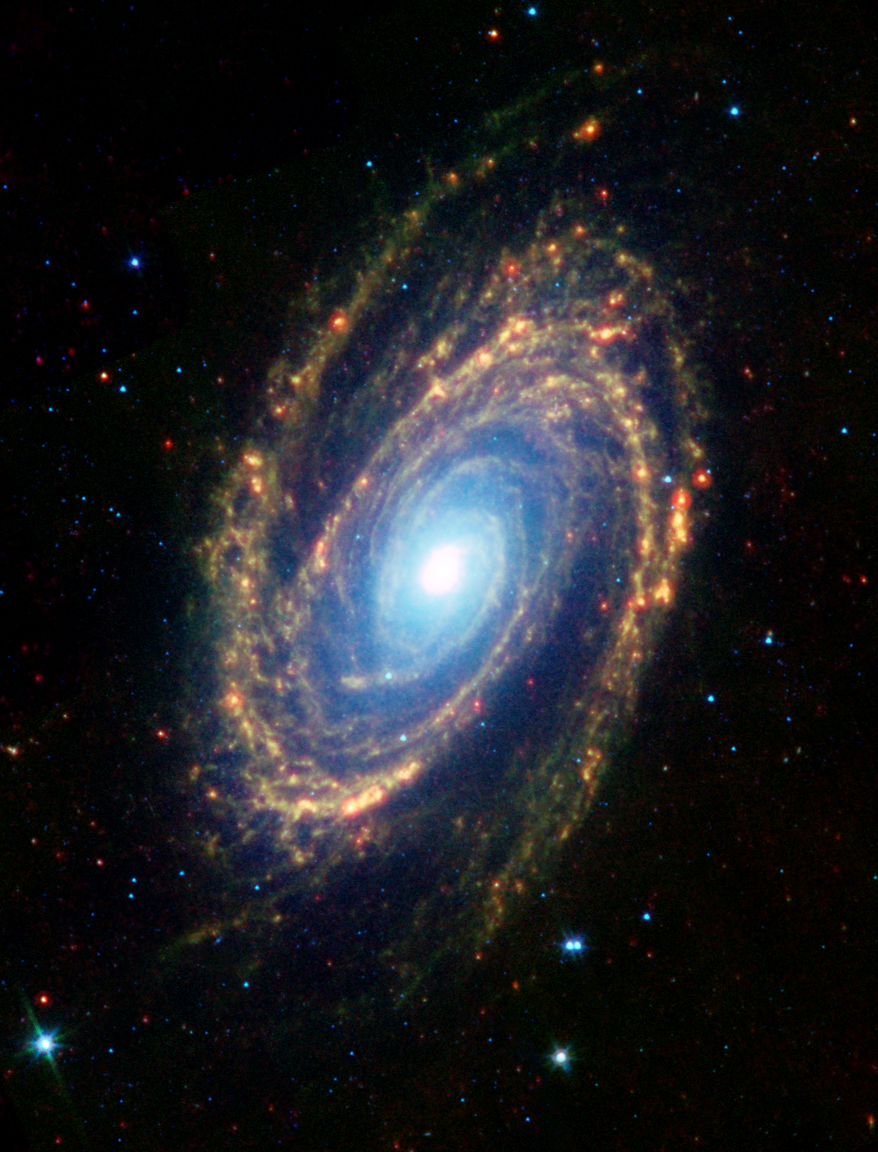
Une image infrarouge de M81 prise par le télescope spatial Spitzer. Sur cette image en fausses couleurs, le bleu marque les émissions stellaires observées à 3,6 μm. Le vert représente les émissions à 8 μm provenant des hydrocarbures aromatiques polycycliques (HAP) du milieu interstellaire. Enfin, le rouge représente les émissions à 24 μm provenant des poussières chaudes du milieu interstellaire.
(Credit : NASA/JPL-Caltech/K. Gordon/S. Willner/N.A. Sharp)

En avril 2021, la découverte d'un sursaut radio rapide (FRB) répétitif en direction de M81 a été rapportée. Désigné FRB 20200120E, ce dernier est localisé dans l'un des amas globulaires de la galaxie, ce qui est assez inhabituel pour un sursaut de ce type.
En 2015, une source d'onde radio atypique est observée dans la galaxie M81 pendant deux mois. L'origine de cette source reste à ce jour inconnue.

## Phénomènes transitoires

### Fréquentes novas
La galaxie spirale M81 est régulièrement l'hôte de nombreuses novas, la première candidate à ce titre ayant été détectée à l'aide de plaques photographiques en 1950. Au cours d'une période comprise entre 2003 et 2010, près de 20 novas candidates y ont été observées. Le nombre total de ces observations s'élevait à 240 en 2021. Le fait que M81 soit située relativement proche du groupe local et qu'elle est partiellement vue de face favorise l'observation de ces phénomènes.

### Supernova
Une seule supernova a été observée dans cette galaxie, SN 1993J, découverte le 28 mars 1993 par l'astronome amateur F. Garcia en Espagne. Les caractéristiques spectrales de cette supernova ont évolué avec le temps. Initialement de type II, avec une raie de l'hydrogène marquée, elle évolua vers un type Ib, et la raie de l'hydrogène s'estompa au profit de la raie de l'hélium,. De plus, les variations temporelles de luminosité de SN 1993J n'étaient pas semblables à celles des autres supernovas de type II,, mais plutôt à celles observées pour les types Ib. La supernova a donc été classée de type IIb, une classe transitoire entre les types II et Ib. Les résultats scientifiques tirés de l'étude de cette supernova suggèrent que les supernovas de types Ib et Ic se forment lors d'explosions d'étoiles supergéantes, à travers un processus équivalent à celui des supernovas de type II,.

## Environnement proche de M81

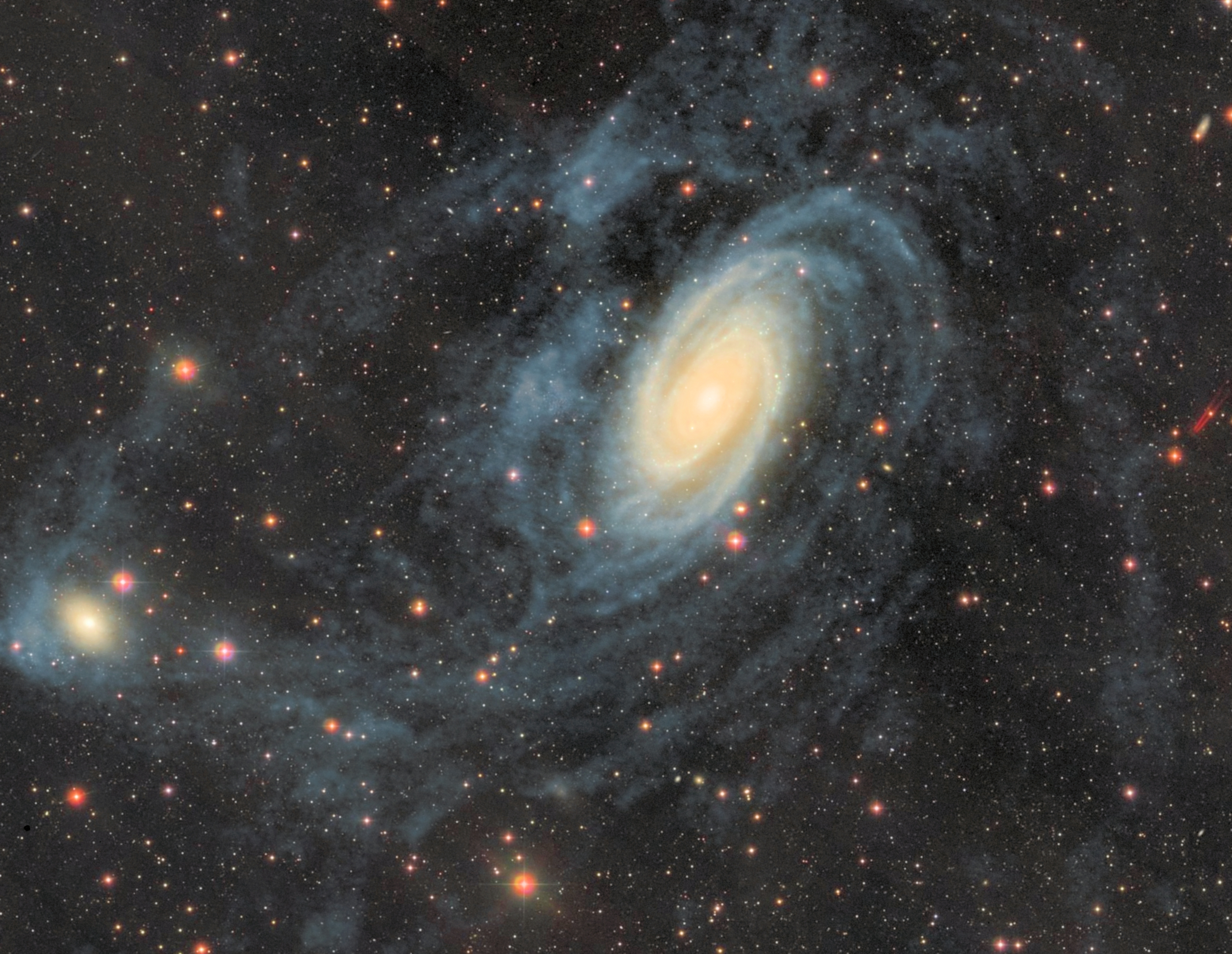
Visualisation du complexe de gaz HI autour des galaxies M81 (au centre) et NGC 3077 (à gauche).

### Interaction avec M82 et NGC 3077
M81 forme un système de galaxies en interaction gravitationnelle avec ses proches voisines M82 (NGC 3034) et NGC 3077. Leur interaction aurait débuté il y a quelques centaines de millions d'années. Une partie du trio baigne dans un vaste complexe de filaments de gaz d'hydrogène atomique neutre (régions HI), arraché à ces galaxies lors d'un premier rapprochement entre celles-ci. Le sursaut de formation d'étoiles observé dans M82 est sans doute dû à l'influence gravitationnelle qu'exerce M81 sur cette dernière. Par ailleurs, on pense que la galaxie naine Holmberg IX, satellite de M81, se serait formée à la suite d'une précédente rencontre rapprochée entre M81 et M82. Enfin, deux courants stellaires (queues de marée) émergent de NGC 3077, l'un pointant vers M81 et l'autre vers M82,.
Selon les auteurs d'une étude publiée en 2020, il est probable que les trois galaxies du système fusionnent durant les deux prochains milliards d'années,.

### Boucle d'Arp
Au nord-est de M81, se trouve une structure optique en forme d'anneau repérée en 1965 par l'astronome américain Halton Arp. Elle est connue depuis sous le nom de « Boucle d'Arp » (Arp's loop en anglais). Interprétée à l'origine comme étant le vestige d'une rencontre rapprochée entre M81 et M82, cette structure s'avère être plus probablement créée en partie par un alignement fortuit dans le ciel terrestre. Cette alignement comprend des filaments de gaz présents dans notre galaxie et un groupe d'amas stellaires de M81.

## Observation (amateur)

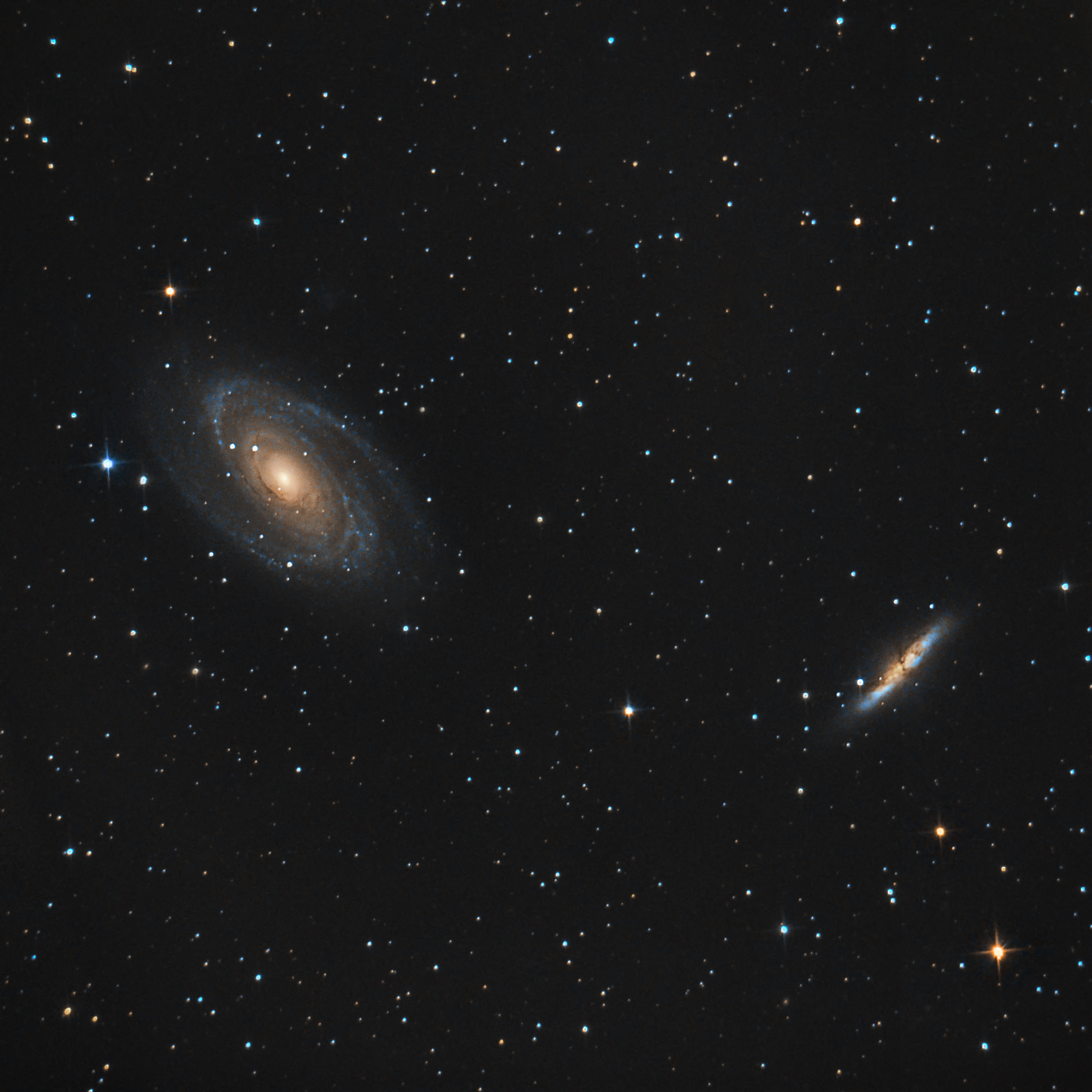
Les galaxies spirales M81 et M82.

M81 ne peut être vue sans instrument. Elle est nettement visible avec des jumelles du fait de sa magnitude de 6,9. Dans un télescope de 114 mm, le noyau apparaît comme lumineux et entouré d'un halo diffus. Un instrument de 350 mm et de bonnes conditions d'observations sont nécessaires pour déceler les bras spiraux de la galaxie.
Trouver M81 peut permettre de repérer M82, située toute proche à 0,75° au nord de M81.

## Groupe de M81
M81 fait partie d'un groupe de galaxies qui porte son nom,. Le groupe de M81 compte près d'une quarantaine de galaxies connues dont les plus importantes sont M82 (NGC 3034), NGC 2366, NGC 2403, NGC 2976, NGC 3077, NGC 4236  et IC 2574. Les distances de ces galaxies ne peuvent être calculées en utilisant le décalage vers le rouge, car elles sont trop rapprochées de la Voie lactée.

## Galerie

La galaxie spirale M81 imagée par le télescope spatial Hubble (2007).
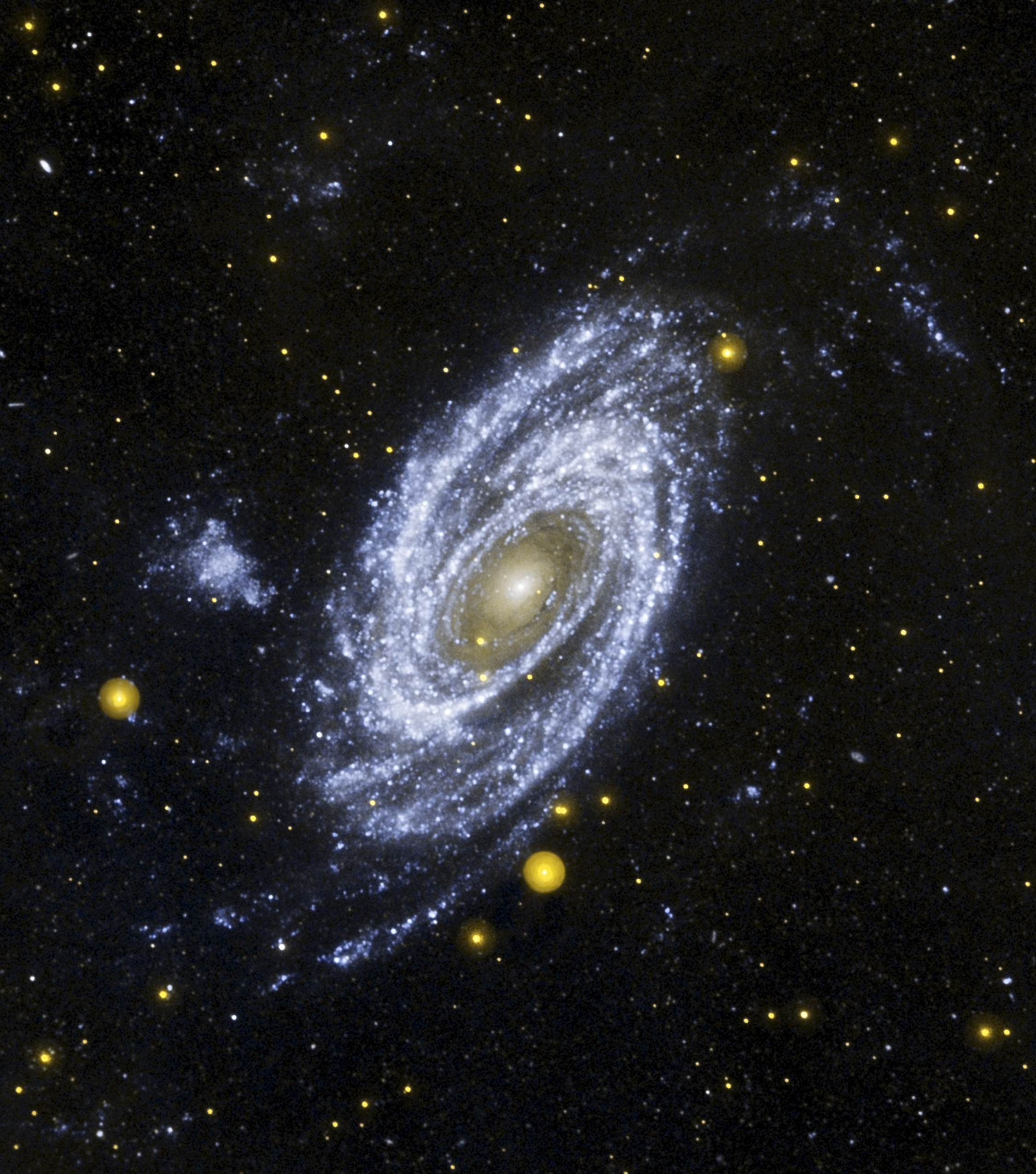
M81 observée en ultraviolet par le télescope spatial GALEX.
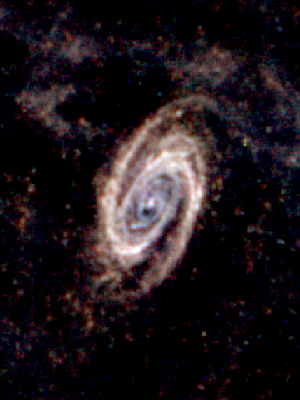
M81 observée en infrarouge lointain par le télescope spatial Herschel.
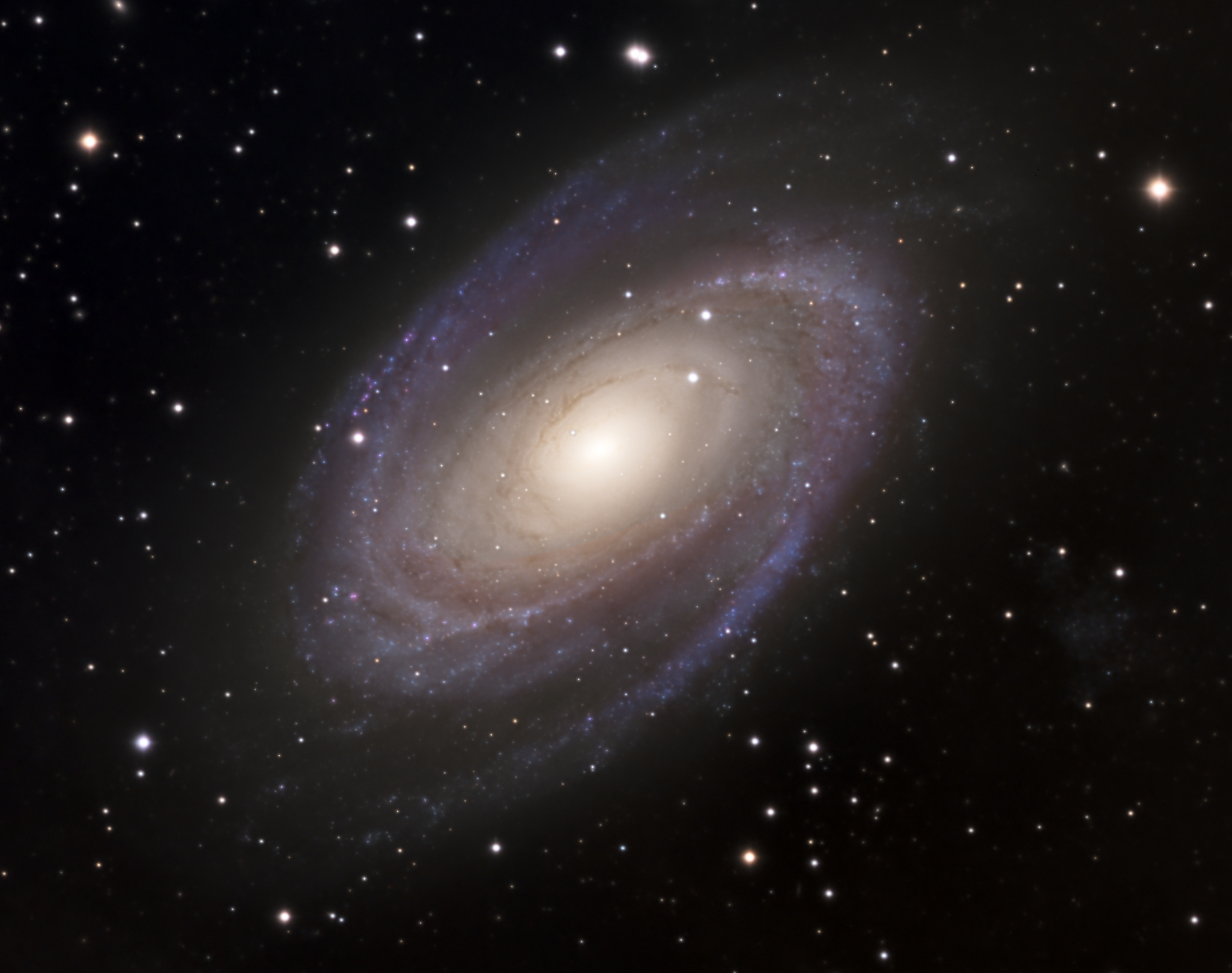
M81 imagée par un astronome amateur.
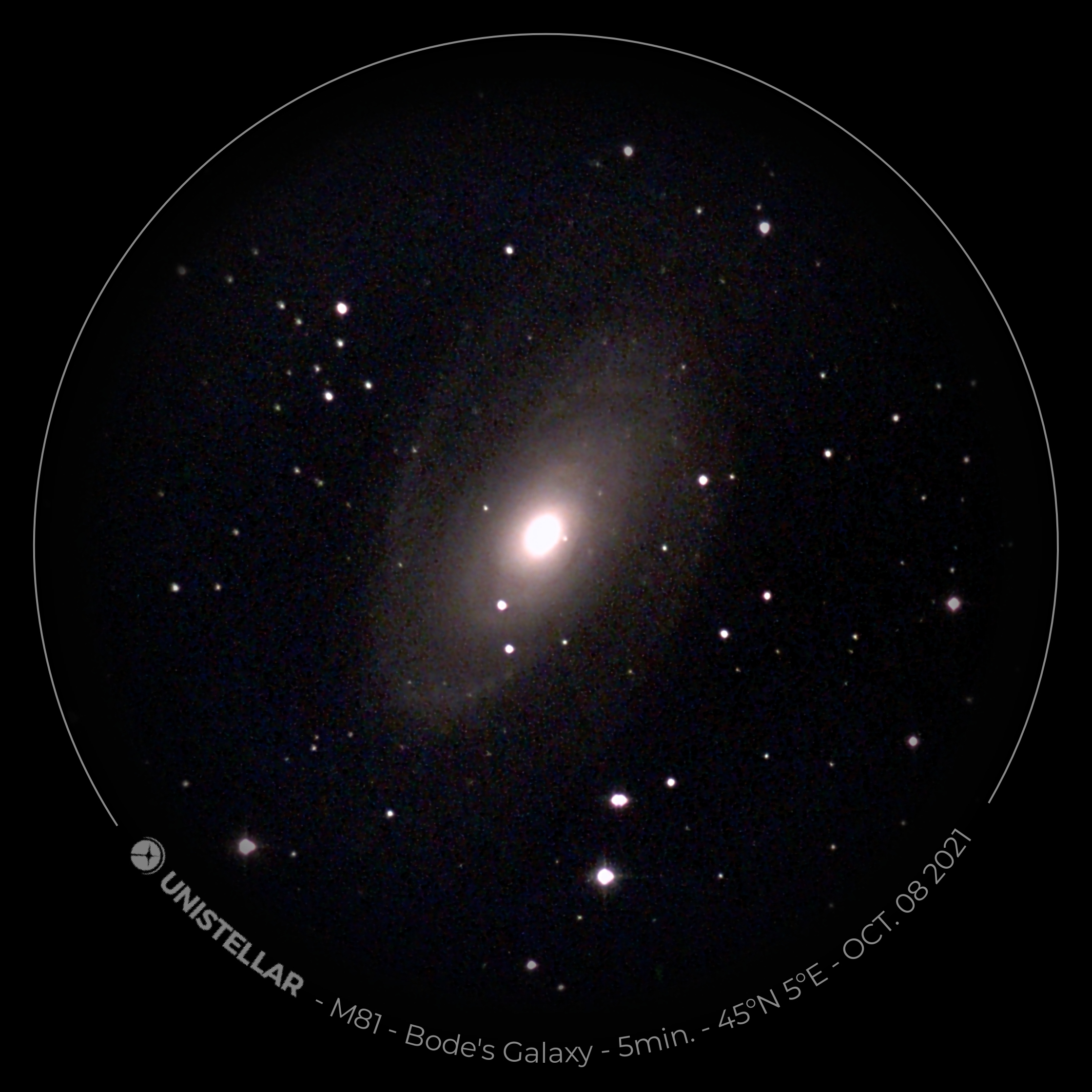
M81 vue à travers un télescope amateur (EVscope).